# Leatherwolf
Leatherwolf ist eine US-amerikanische Heavy-Metal-Band aus Huntington Beach (Kalifornien). Bekannt ist die Band vor allem für den Einsatz von drei Lead-Gitarren, der sogenannten Triple Axe Attack.

## Geschichte
Die Band wurde 1981 in Huntington Beach gegründet. Anfangs orientierte sie sich musikalisch vor allem an der europäischen NWoBHM Bewegung.
Schon von Anfang an setzte die Band auf drei Gitarristen, ein Stilmittel, welches später noch von Bands wie Iron Maiden zu größerer Bekanntheit geführt wurde.
Leatherwolf erspielten sich Live schnell einen guten Ruf in ihrer Heimat und ließen bei einem Konzert im Jahr 1982 Metallica als Vorband auftreten.
Im Jahr 1983 nahm die Band ein erstes Demoband auf und bereits ein Jahr später eine selbstbenannte EP, welche beim Independent-Label Tropical Records veröffentlicht wurde.
1985 wurde diese EP dann durch fünf weitere Stücke ergänzt und in den USA wiederum unter dem Albumnamen Leatherwolf veröffentlicht.
Für die internationale Veröffentlichung benannte man das Album in Endangered Species um.
1986 stieg der Bassist Matt Hurich aus der Band aus, um bei der christlichen Metal-Band Stryper zu spielen.
Schon kurze Zeit später übernahm Paul Carman seinen Posten.
Das zweite Album der Band erschien im Jahr 1987 und trägt ebenfalls den Titel Leatherwolf, obwohl es keinen einzigen Titel des ersten Albums beinhaltet. Es wurde beim Major-Label Island Records veröffentlicht und ist deutlich an den Glam Metal angelehnt, welcher in den USA zu dieser Zeit kommerziell besonders erfolgreich war.
Für die Aufnahmen zum dritten Album Street Ready begab sich die Band nach Nassau auf die Bahamas. Es erschien 1989 ebenfalls bei Island Records. Aufgrund des ausbleibenden kommerziellen Erfolges kündigte das Label der Band jedoch kurz nach den Aufnahmen ihren Plattenvertrag. Daraufhin löste sich die Band auf.
Erst zehn Jahre später, nämlich 1999, fanden sich die Mitglieder der Band wieder zusammen und spielten einen Auftritt beim Wacken Open Air.
Im selben Jahr veröffentlichte die Band in Eigenregie ein Livealbum mit dem Titel Wide Open, welches ohne die Hilfe eines Plattenlabels mehr als 10.000 Abnehmer fand.
Der bisherige Sänger Michael Olivieri verließ im Jahr 2000 Leatherwolf und wurde kurzzeitig durch Chris Adams ersetzt, welcher 2002 drei Lieder für eine Demoaufnahme einsang.
Kurze Zeit später kehrte Michael Olivieri jedoch zurück und nahm 2003 ebenfalls ein Demo auf, verließ die Band daraufhin jedoch erneut.
Diesmal wurde er durch den ehemaligen Racer X Sänger Jeff Martin ersetzt, welcher bei einer weiteren Demoaufnahme von drei Songs mitwirkte.
Im Juli 2005 verkündete die Band dann überraschend, dass der ehemalige Seven Witches und Crimson Glory Sänger Wade Black in Zukunft für den Gesang verantwortlich ist.
Im Oktober desselben Jahres begann die Band mit den Aufnahmen für ihr viertes Album World Asylum. Michael Olivieri ist auf dem Album ebenfalls zu hören. Er spielte bei einigen Liedern Gitarren-Parts ein und übernahm den Hintergrund-Gesang. Als Bassist fungierte mittlerweile Pete Perez, welcher zuvor bei Riot und Spastic Ink mitwirkte.
Die Abmischung des Albums übernahm der bekannte Produzent Jacob Hansen.
Im März 2006 unterzeichneten Leatherwolf einen Plattenvertrag bei Massacre Records, woraufhin das Album im Juni bei ebendiesem Label erschien.
Kurz darauf stieg das Gründungsmitglied Carey Howe aus und seine Rolle wurde von Eric Halpern übernommen, welcher vorher bei Helstar spielte. In dieser Konstellation trat die Band auf dem Bang Your Head Festival in Balingen und auf dem ProgPower VII Festival in Atlanta auf.
Ein Jahr später formierte sich die Band im Original Line-Up neu, mit Michael Olivieri als Sänger und Gitarrist und Carey Howe als Gitarristen.
Es folgte ein Headliner Auftritt auf dem Keep It True Festival und die Veröffentlichung des Albums New World Asylum.
Dieses war eine Neueinspielung ihres 2006 erschienenen Comeback-Albums World Asylum mit Michael Olivieri als Sänger.
Im Frühjahr 2008 stiegen die Mitgründer der Band Geoff Gayer und Paul Carman aus. Sie wurden ersetzt durch Patrick Guyton und Greg Erba.
Am 19. Mai 2018 spielten Leatherwolf in der Besetzung Michael Olivieri, Luke Man, Cole Jones, Patrick Guyton, Dean Roberts auf dem Rock Hard Festival in Gelsenkirchen. Das Konzert wurde vom WDR-Rockpalast aufgezeichnet.

## Diskografie
- 1984: Leatherwolf (EP) (Enigma)
- 1985: Endangered Species (Heavy Metal America)
- 1987: Leatherwolf (Island Records)
- 1989: Street Ready (Island Records)
- 1999: Wide Open (Livealbum) (Leatherwolf Music)
- 2006: World Asylum (Massacre Records)
- 2007: New World Asylum (NIL8 Records)
- 2022: Kill the Hunted (ROAR)